# Cantón de Seichamps
El cantón de Seichamps era una división administrativa francesa, que estaba situada en el departamento de Meurthe y Mosela y la región de Lorena.

## Composición
El cantón estaba formado por nueve comunas:
- Champenoux
- Laneuvelotte
- Mazerulles
- Moncel-sur-Seille
- Pulnoy
- Saulxures-lès-Nancy
- Seichamps
- Sornéville
- Velaine-sous-Amance

## Supresión del cantón de Seichamps
En aplicación del Decreto nº 2014-261 de 26 de febrero de 2014, el cantón de Seichamps fue suprimido el 22 de marzo de 2015 y sus 9 comunas pasaron a formar parte del nuevo cantón de Grand Couronné.